# روی هنکل
روی هنکل (انگلیسی: Roy Henkel; ۲۲ اوت ۱۹۰۵ – ۶ اکتبر ۱۹۸۱) بازیکن هاکی روی یخ اهل کانادا بود.